# Al-Hidżaz (Damaszek)
Al-Hidżaz – osiedle  Damaszku wchodzące w skład dzielnicy Kanawat leżącej w jego centrum. W 2004 roku liczyło 5572 mieszkańców. Nazwa pochodzi od znajdującego się w niej zabytkowego głównego dworca kolejowego miasta.